# Halecium inhacae
Halecium inhacae är en nässeldjursart som beskrevs av Wilfrid Arthur Millard 1958. Halecium inhacae ingår i släktet Halecium och familjen Haleciidae. Inga underarter finns listade i Catalogue of Life.